# Palacio del Patriarcado
El Palacio del Patriarcado (en rumano: Palatul Patriarhiei) es un edificio en Bucarest, Rumania situado en la meseta de Dealul Mitropoliei. El edificio sirvió como sede de las sucesivas asambleas legislativas rumanas: de la Asamblea de Diputados durante el Reino de Rumania, después en la era comunista como la Gran Asamblea Nacional, y después de la revolución rumana de 1989, como la Cámara de Diputados. Los parlamentarios desocuparon el edificio en 1997, cuando pasó al Patriarcado de la Iglesia Ortodoxa Rumana.